# Николо Коцев
Нѝколо Спасов Ко̀цев е български китарист, цигулар, композитор и аранжор. Най-известен е с групата „Брейзън Абът" и рок операта „Nostradamus".

## Биография
Николо Коцев е роден на 6 юни 1961 г. в Пазарджик, но не е живял там. Взима уроци по цигулка от 5-годишна възраст и завършва основното си образование в Димитровград, по което време баща му Спас Коцев свири в димитровградския забавно-духов оркестър.
В юношеските му години се заражда интересът му към рок музика и започва да взима уроци по китара от майка си. Завършва музикалното училище в Стара Загора. Още като ученик свири като китарист в група „Траяна". След това свири няколко месеца в група Импулс до 1985 година. След това е китарист на група „Балкантон". През 1989 г. Коцев емигрира във Финландия Мариехамн, Оландски острови и се запознава с шведския певец Бьорн Лодин. Присъединява се към групата „Балтимор". С тази група записва два албума – „Double Density" (1992) и „Thought For Food" (1994).

### Брейзън Абът
През 1994 г. започва да работи по собствен проект, който нарича Брейзън Абът. В групата участват Глен Хюз и Джо Лин Търнър от Дийп Пърпъл, Сванте Хенрисон, Мик Микаели и Иън Хаугланд от Юръп. Така през 1995 г. излиза албумът „Live and Learn", в който Коцев свири на китара, продуцира, миксира и написва всички песни. Следват „Eye of the Storm" (1996) и „Bad Religion" (1997).

### Рок опери и продуцентска дейност
Следва период на затишие от страна на групата, през който Коцев започва работа по рок операта „Nostradamus". Поради различни проблеми, включително фалит на немската звукозаписна компания „USG Records", финансирала рок операта, албумът не е завършен до 2000 г. Издаден е през следващата година под името „Nikolo Kotzev's Nostradamus" от „SPV Reocrds", като в него участват повечето от членовете на „Брейзън Абът" и Йорн Ланде (Мастърплан), Алана Майлс и Сас Джорджан. През 2002 г. „Брейзън Абът" се събират отново и издават „Guilty as Sin" (2003). Последвалото турне в България е издадено като концертен албум през 2004 г. под заглавието „A Decade of Brazen Abbot". На следващата година излиза още един студиен запис – „My Resurrection".
Освен като студиен музикант, Коцев продуцира и миксира албуми на други групи, сред които „Saxon" („Killing ground", 2001 г.), Моли Хачет („Kingdom of XII", 2000 г.; „Warriors of the Rainbow Bridge", 2005 г.), Роуз Тату и Месаяс Кис. Работил е и с Робин Гиб (Би Джийс) като китарист и музикален директор на съпровождащата го група. През 2006 г. започва работа по нова рок опера – „Дракония". В периода 2007 – 2009 г. създава традиционната опера „Джоел", играна с огромен успех във Финландия през 2009 г. През 2009 г. Коцев защитава научна степен „Доктор по музикознание и музикални изкуства" към НМУ Панчо Владигеров. През 2013 г. завършва втората си традиционна опера „Херцогинята Сесилия" (Herzogin Cecilie).

### Кикимора
През 2011 година музикантът основава в София групата Кикимора. Започва проекта през 2011 година с цел изява на българска сцена с репертоар на български език. В групата освен него влизат Алекс Атанасов (соло вокал, китари), Николай Тодоров (ударни, вокали), Николай Цветков (бас, вокали) и Марин Иванов (клавир, вокали).
Първата песен на групата, наречена „Мръсница", прозвучала за първи път в ефира на радио Z-ROCK на 6 декември 2011 г. Текстът на песента е написан от Андрей Слабаков. Освен нея, групата има записани още две песни – „Омерзен" и „Глупакът", като и за трите песни са заснети видеа в обща сесия. За пръв път групата изсвирва на живо песните „Мръсница" и „Омерзен" в предаването „Денис и Приятели" по БНТ на 1 февруари 2012 г., като изсвирването на втората предхожда излизането на нейния студиен запис. Кикимора за пръв път изпълняват песента „Глупакът" в предаването на Ники Кънчев по Дарик радио на 16 февруари 2012 г., където групата свири няколко песни в акустичен вариант. Видеото на „Мръсница" прави своя телевизионен дебют по „Диема" на 15 март 2012 г. в предаването за тежка музика „Фрактура“. Студийният запис на песента „Глупакът", заедно с видео към нея, излиза на 2 май 2012 г.
Групата планира да продължава да създава авторски репертоар и да започва концертно турне през лятото на 2012 г. Групата не планира да издава албум и по тази причина песните и видеата им се разпространяват свободно в интернет и са достъпни за сваляна от сайтът на групата.

## Дискография
- Балтимор – Double Density (1992)
- Балтимор – Thought For Food (1994)
- Брейзън Абът – Live and Learn (1995)
- Брейзън Абът – Eye of the Storm (1996)
- Брейзън Абът – Bad Religion (1997)
- Николо Коцев – Nostradamus (2001)
- Брейзън Абът – Guilty as Sin (2003)
- Брейзън Абът – A Decade of Brazen Abbot (2004)
- Брейзън Абът – My Resurrection (2005)
- Брейзън Абът –  Live at Berkrock DVD(2008)